# ジェレッド・グズマン
ジェレッド・グズマン（Jered Guzman、1981年9月12日 - ）は、アメリカ合衆国カリフォルニア州オレンジ郡出身の男性フィギュアスケート選手。1997年JGPファイナル3位。パートナーはジェニファー・ドン、アマンダ・マガリアン、ナタリー・ウランディス。母は元フィギュアスケート選手のジェニー・ウォルシュ。

## 経歴
カリフォルニア州オレンジ郡のガーデン・グローブに生まれ、4歳のときにスケートを始めた。当初は男子シングル選手として活動していたが、1990年よりナタリー・ウランディスと組み、ペアへ転向した。
1996年全米選手権ジュニアクラスで優勝を果たし、1997-1998年シーズンからISUジュニアグランプリに参戦。初戦のJGPブラオエン・シュベルター杯で優勝、2戦目のJGPサンジェルヴェで2位、JGPファイナルでは3位となる。また、シニアクラスのネーベルホルン杯では3位、全米選手権でも5位入賞を果たしたが、シーズン終了後にナタリー・ウランディスとのペアは解散する。
1998-1999年シーズンから新たにアマンダ・マガリアンとペアを結成。1999-2000年シーズンから再びISUジュニアグランプリに参戦を果たし、JGPハーグやJGPブラオエン・シュベルター杯で優勝を飾ったが、2000-2001年シーズンを最後に解散した。翌2001-2002年シーズンにはジェニファー・ドンとペアを結成し、2002年全米選手権に出場したが10位に終わり、シーズン終了後にペアは解散。のちに引退した。
現在はミシガン州のミッドランドフィギュアスケートクラブでフィギュアスケートコーチとして活動している。

## 主な戦績
- 1997-98までナタリー・ウランディスとのペア。
- 1998-99から2000-01はアマンダ・マガリアンとのペア。
- 2001-02はジェニファー・ドンとのペア。

| 大会/年                       | 1992-93 | 1993-94 | 1994-95 | 1995-96 | 1996-97 | 1997-98 | 1998-99 | 1999-00 | 2000-01 | 2001-02 |
| ----------------------------- | ------- | ------- | ------- | ------- | ------- | ------- | ------- | ------- | ------- | ------- |
| 全米選手権                    | 3 N     | 4 N     | 7 J     | 1 J     | 6       | 5       | 6       | 4       | 5       | 10      |
| ネーベルホルン杯              |         |         |         |         |         | 3       |         |         | 2       |         |
| 世界Jr.選手権                 |         |         |         | 6       | 6       | 4       |         | 5       |         |         |
| JGPファイナル                 |         |         |         |         |         | 3       |         |         | 6       |         |
| JGPピルエッテン               |         |         |         |         |         |         |         |         | 4       |         |
| JGPSBC杯                      |         |         |         |         |         |         |         | 4       |         |         |
| JGPハーグ                     |         |         |         |         |         |         |         | 1       |         |         |
| JGPサンジェルヴェ             |         |         |         |         |         | 2       |         |         |         |         |
| JGPブラオエン・シュベルター杯 |         |         |         |         |         | 1       |         |         | 1       |         |

- N = ノービスクラス
- J = ジュニアクラス